# 電空協調制御
電空協調制御（でんくうきょうちょうせいぎょ）は、電空協和制御（でんくうきょうわせいぎょ）や電空ブレンディングブレーキ制御とも言い、鉄道車両において電気ブレーキと空気ブレーキを同時または切り替えてバランスよく使用し双方の短所を補うブレーキ制御方式である。

## 概要
新性能電車では通常、発電ブレーキおよび回生ブレーキ等の電気ブレーキと従来からの空気ブレーキを搭載し、大抵高速走行時は電気ブレーキ、低速時に空気ブレーキというようにブレーキを速度により使い分けている。
この際、電気ブレーキは立ち上がりが遅く不安定(回生失効、臨界速度の存在等)なため安定かつすばやく作動する空気ブレーキで補完し、常に適切な減速力を保たなければならない。このための制御のことをまとめて電空協和制御と呼ぶ。
電空協調制御あるいは電空協和制御には主に直流電動機を使用している車両に多い締切電磁弁制御やVVVF車に多い遅れ込め制御がある。
なお、同様の機能は電気自動車やハイブリッドカーにおいては回生ブレーキと油圧ブレーキを協調する制御として採用されている。